# Бонфанти, Елена
Елена Мария Бонфанти (итал. Elena Maria Bonfanti; род. 9 июля 1988, Милан, Италия) — итальянская легкоатлетка, специализирующаяся в беге на 400 метров. Призёр чемпионатов Италии. Участница летних Олимпийских игр 2012 года.

## Биография
Перед тем, как прийти в 13 лет в лёгкую атлетику, занималась карате. Дебютировала за сборную страны в 16 лет на Европейском юношеском олимпийском фестивале, где заняла 9-е место в беге на 400 метров.
Выступала на чемпионатах Европы среди юниоров и молодёжи, лучшим результатом стало 5-е место в эстафете 4×400 метров в 2009 году.
Благодаря пятому месту на национальном чемпионате и личному рекорду 52,61, показанному по ходу сезона, отобралась на Олимпийские игры в Лондоне. Елена была в составе эстафетного квартета, который занял 7-е место в предварительном забеге и не пробился в финал.
В 2013 году стала чемпионкой Средиземноморских игр в эстафете. На летней Универсиаде в Казани оказалась в числе финалистов в личном виде и с результатом 52,99 заняла седьмое место.
В предварительном забеге эстафеты на чемпионате мира в помещении 2014 года помогла сборной установить новый национальный рекорд 3.31,99, которого, тем не менее, не хватило для выхода в финал. С аналогичным исходом закончилась и эстафета на летнем чемпионате мира 2015 года, когда итальянки с Бонфанти в составе остались на 9-м месте по итогам забегов.
В 2016 году помогла команде выйти в финал чемпионата Европы, где Елену заменила чемпионка Европы в беге на 400 метров Либания Гренот, принёсшая Италии бронзовую медаль мощным финишным рывком.
Была включена в состав команды на Олимпийские игры в Рио-де-Жанейро, но провела их в качестве запасной.
Живёт и тренируется в городе Кастелло-ди-Брианца под руководством Луки Лонги. Учится на педиатра в Университете Монцы.

## Основные результаты
| Год  | Турнир                          | Место проведения           | Дисциплина       | Место       | Результат |
| ---- | ------------------------------- | -------------------------- | ---------------- | ----------- | --------- |
| 2005 | Европейский юношеский фестиваль | Линьяно-Саббьядоро, Италия | 400 м            | 9-е         | 56,14     |
| 2005 | Европейский юношеский фестиваль | Линьяно-Саббьядоро, Италия | эстафета 4×100 м | —           | DNF       |
| 2007 | Чемпионат Европы среди юниоров  | Хенгело, Нидерланды        | 400 м            | 17-е (заб.) | 55,31     |
| 2009 | Чемпионат Европы среди молодёжи | Каунас, Литва              | 400 м            | 14-е (1/2)  | 54,80     |
| 2009 | Чемпионат Европы среди молодёжи | Каунас, Литва              | эстафета 4×400 м | 5-е         | 3.32,92   |
| 2012 | Олимпийские игры                | Лондон, Великобритания     | эстафета 4×400 м | 11-е (заб.) | 3.29,01   |
| 2013 | Командный чемпионат Европы      | Гейтсхед, Великобритания   | эстафета 4×400 м | 8-е         | 3.35,26   |
| 2013 | Универсиада                     | Казань, Россия             | 400 м            | 7-е         | 52,99     |
| 2014 | Чемпионат мира в помещении      | Сопот, Польша              | эстафета 4×400 м | 7-е (заб.)  | 3.31,99   |
| 2014 | Чемпионат мира по эстафетам     | Нассау, Багамские Острова  | эстафета 4×400 м | 6-е         | 3.27,44   |
| 2014 | Командный чемпионат Европы      | Брауншвейг, Германия       | эстафета 4×400 м | 6-е         | 3.30,17   |
| 2014 | Чемпионат Европы                | Цюрих, Швейцария           | эстафета 4×400 м | 7-е         | 3.28,30   |
| 2015 | Чемпионат мира по эстафетам     | Нассау, Багамские Острова  | эстафета 4×400 м | — (заб.)    | DQ        |
| 2015 | Командный чемпионат Европы      | Чебоксары, Россия          | эстафета 4×400 м | 4-е         | 3.29,79   |
| 2015 | Чемпионат мира                  | Пекин, Китай               | эстафета 4×400 м | 9-е (заб.)  | 3.27,07   |
| 2016 | Чемпионат Европы                | Амстердам, Нидерланды      | эстафета 4×400 м | 8-е (заб.)  | 3.29,57   |